# Nightingales & Bombers
Nightingales & Bombers ist das sechste Album der britischen Rockband Manfred Mann’s Earth Band. Es wurde 1975 veröffentlicht und ist das letzte Album in der ursprünglichen Besetzung der Earth Band.

## Das Album
Der Titel des Albums stammt von der Aufnahme eines Ornithologen, der während des Zweiten Weltkriegs in Surrey, die Stimmen von Nachtigallen aufnehmen wollte und dabei die Motorgeräusche einer zufällig über ihm fliegenden Bomberstaffel mitaufnahm. Diese Aufnahme wurde im letzten Stück des Albums As Above, So Below verwendet.
Auf dem Album wechseln sich vier Songs mit Gesang mit vier Instrumentalstücken ab, wobei besonders die Instrumentalstücke von Manfred Manns Synthesizerspiel dominiert werden. Das erste Lied des Albums Spirits in the Night ist eine Coverversion vom Bruce-Springsteen-Album Greetings from Asbury Park, N.J. Von diesem Album hat sich Mann später noch zweimal bedient; Blinded by the Light auf dem Album The Roaring Silence ein Jahr später und For You auf Chance von 1980. Eine weitere Coverversion ist das Joan-Armatrading-Lied Visionary Mountains.

## Cover
Das Albumcover ist in den Farben Schwarz, Blau, Rot und Weiß gehalten, wobei der schwarze Hintergrund und drei große, leuchtend blaue Kugeln und ihre ebenso blauen Schweife dominieren. Im Mittelpunkt stehen die drei Kugeln, die in einem Dreieck angeordnet sind, welches auf der Spitze steht. Jede Kugel hat einen schattierten, dreidimensionalen Effekt. Hinter den Kugeln ziehen sich spiralförmige, schattenhafte, teils geschwungene Schweife.
Oben auf dem Cover mittig befindet sich das Bandlogo mit dem Titel des Albums in markanten, roten und weißen Buchstaben. Das Logo ist in einem runden, plakettenartigen Design gehalten. Es handelt sich um ein an das bekannte Bandlogo angelehntes Design, das auf vorangegangenen Alben zu finden ist.

## Rezeption
Richard Foss schreibt auf allmusic, dass die Hinwendung zu kürzeren Stücken als auf den vorhergehenden Alben und die Verwendung der Springsteen-Cover ein wichtiger Schritt in der Karriere der Band war. Mit dem Titelstück Nightingales and Bombers scheint Manfred Mann zu versuchen, die Krone des Progressive Rock zu ergattern. Er gab dem Album vier von fünf möglichen Sternen.

## Titelliste

### Seite 1
1. "Spirits in the Night" (Bruce Springsteen) – 6:29
2. "Countdown" (Mann) – 3:05
3. "Time Is Right" (Mann, Slade, Rogers) – 6:32
4. "Crossfade" (Mann, Slade, Rogers, Pattenden) – 3:38

### Seite 2
1. "Visionary Mountains" (Pam Nestor, Joan Armatrading) – 5:42
2. "Nightingales and Bombers" (Rogers) – 4:53
3. "Fat Nelly" (Mann, Peter Thomas) – 3:20
4. "As Above, So Below" (Mann, Slade, Rogers, Pattenden) – 4:18

Anmerkungen
- Die US-amerikanische Ausgabe des Albums enthält die Coverversion des Bob-Dylan-Lieds Quit Your Low Down Ways (3:17) als zusätzlichen zweiten Titel der B-Seite.[10]
- Auf der CD-Veröffentlichung von 1999 ist dieses Lied zusammen mit der kürzeren Single-Version von Spirits in the Night mitenthalten.[11]

## Weitere Musiker
- Gesang: Ruby James, Doreen Chanter, Marta Smith
- Bratsche: David Millman
- Geige: Chris Warren-Green
- Violoncello: Nigel Warren-Green, Graham Elliott, David Boswell-Brown

## Nachweise
1. 1 2 3 4  Greg Russo: Mannerisms – The five phases of Manfred Mann. 2. Auflage. Crossfire Publications, New York 2011, ISBN 978-0-9791845-2-9, S. 201.
2. 1 2  Greg Russo: Mannerisms – The five phases of Manfred Mann. 2. Auflage. Crossfire Publications, New York 2011, ISBN 978-0-9791845-2-9, S. 196.
3. ↑  Das Album bei Manfred Mann’s Earth Band (Memento des Originals vom 13. Dezember 2006 im Internet Archive)  Info: Der Archivlink wurde automatisch eingesetzt und noch nicht geprüft. Bitte prüfe Original- und Archivlink gemäß Anleitung und entferne dann diesen Hinweis.
4. ↑  Manfred Mann's Earth Band – The Roaring Silence (UK Originalveröffentlichung). In: Discogs. Zink Media, LLC, abgerufen am 19. Juni 2024 (englisch).
5. ↑  Manfred Mann's Earth Band – Chance (UK Originalveröffentlichung). In: Discogs. Zink Media, LLC, abgerufen am 19. Juni 2024 (englisch).
6. ↑  Joan Armatrading – Whatever's For Us (US Originalveröffentlichung). In: Discogs. Zink Media, LLC, abgerufen am 19. Juni 2024 (englisch).
7. ↑  Manfred Mann's Earth Band – Nightingales & Bombers (UK Originalveröffentlichung). In: Discogs. Zink Media, LLC, abgerufen am 19. Juni 2024 (englisch).
8. ↑  Manfred Mann's Earth Band – Glorified Magnified (Originalveröffentlichung mit Bandlogo). In: Discogs. Zink Media, LLC, abgerufen am 19. Juni 2024 (englisch).
9. ↑  Albumbesprechung von Richard Foss bei AllMusic (englisch)
10. ↑  Titelliste des US-Albums
11. ↑  Titelliste der CD